# IF S:t Erik
IF S:t Erik, även IF Sankt Erik, var en idrottsförening i Stockholm som grundats 1919. Föreningens ishockeylag spelade två säsonger i Klass I 1924 och 1925 samt deltog i Svenska mästerskapen 1924, 1925 och 1926. 1921-1925 spelade man även fotboll i Stockholmsserien.